# Pseudophysocephala pseudomicrovena
Pseudophysocephala pseudomicrovena är en tvåvingeart som först beskrevs av Krober 1939.  Pseudophysocephala pseudomicrovena ingår i släktet Pseudophysocephala och familjen stekelflugor.
Artens utbredningsområde är Kongo. Inga underarter finns listade i Catalogue of Life.